# Scrophularia glauca
Scrophularia glauca är en flenörtsväxtart som beskrevs av Joseph Decaisne och George Bentham. Scrophularia glauca ingår i släktet flenörter, och familjen flenörtsväxter. Inga underarter finns listade i Catalogue of Life.